# (73893) 1997 ET33
(73893) 1997 ET33 – planetoida z pasa głównego asteroid okrążająca Słońce w ciągu 3,64 lat w średniej odległości 2,36 j.a. Odkryta 4 marca 1997 roku.